# Oecleus snowi
Oecleus snowi är en insektsart som beskrevs av Ball 1905. Oecleus snowi ingår i släktet Oecleus och familjen kilstritar. Inga underarter finns listade i Catalogue of Life.